# Палингенетски ултранационализам
Палингенетски ултранационализам је концепт који се тиче генеричког фашизма који је формулисао британски политички теоретичар Роџер Грифин. Кључни елемент ове идеје је вјеровање да се фашизам може дефинисати својим основним митом, наиме оним о револуцији, како би се постигао „национални препород” — палингенеза. Грифин тврди да јединствена синтеза палингенезе и ултранационализма разликује фашизам од парафашизма и других ауторативних националистичких идеологија. То је оно што он назива „фашистичким минимумом” без којег нема фашизма.

## Извор
Роџер Грифин тврди да фашизам користи „палингенетски мит” да привуче масе бирача који су изгубили вјеру у традиционалну политику и религију, обећавајући им свијетлију будућност под фашистичком влашћу. Ово обећање не дају искључиво фашисти: и друге политичке идеологије укључујући неке палингенетске аспекте у своје страначке програме, пошто политичари готово увијек обећавају да ће унаприједити стање. Радикалнији покрети често желе да сруше стари поредак, који је постао декадентан и стран обичном човјеку. Ово моћно и енергично рушење старих путева може захтијевати неки облик револуције или битке, али је представљено и као славно и неопходно. Овакви покрети тако пореде (недавну) прошлост са будућношћу, која се представља као препород друштва након периода продања и биједе. Палингенетски мит такође може представљати повратак у златно доба у историји земље, тако да прошлост може бити путоказ за боље сутра, са припадајућим режимом који површно личи на реакционарни. Фашизам се разликује по томе што је једина идеологија која се снажно фокусира на револуцију у самом миту, или како то Грифин каже:
Митски хоризонти фашистичког менталитета не протежу се даље од ове прве фазе. Обећава да ће геронтократију, осредњост и националну слабост замијенити младошћу, херојством и националном величином, да ће протјерати анархију и декаденцију и увести ред и здравље, да ће инагурисати узбудљив нови свијет умјесто одиграног који је постојао раније, да ће власт ставити у руке изузетних личности умјесто неентитета.
Кроз све ово постојаће један велики лидер који се бори против представника старог система уз основну подршку. Они се јављају као маса људи која има само један циљ: да створе своју нову будућност. Имају бескрајну вјеру у свог митског хероја, јер се он залаже за све у шта вјерују. Са њим ће се земља као феникс подићи из пепела корупције и декаденције.

## Савремени примјери
За национални анархизам се тврдило да је синкретичка политичка идеологија коју су 1990-их развили бивши трећепозиционисти да би промовисали „бездржавни палингенетски ултранационализам”.